# Галерија грбова Јужне Осетије
Галерија грбова Јужне Осетије обухвата актуелни Грб Јужне Осетије, историјске грбове Јужне Осетије и грб главног града Јужне Осетије.

## Актуелни Грб Јужне Осетије
- Грб Јужне Осетије

## Историјски грбови Јужне Осетије
- Грб Терске Области (1860—1920)
- Грб Северо-Осетинске Аутономне Совјетске Социјалистичке Републике (1978—1991)

## Грб главног града Абхазије
- Грб главног града Цхинвали